# 稳定与增长协定
《稳定与增长协定》（英語：Stability and Growth Pact）是欧盟27个成员国共同簽订的，目标是保障经济货币联盟稳定的协定，條文主要化為《欧盟运作条约》（2008年5月9日版）第121条和第126条之规定，包括歐洲聯盟委員會对成员国财政的监督机制，以及对违约成员国在警告后的制裁机制。
但實際上，就算2010年以來歐債危機猛爆，迄今也沒有一個債台高築的歐元國家受到制裁。

## 註腳
1. ↑  Sven Astheimer, Dietrich Creutzburg, Andreas Mihm, Christoph Schäfer, Manfred Schäfers, Kerstin Schwenn. . Frankfurter Allgemeine. 2013-03-13  [2013-03-27]. （原始内容存档于2013-03-30） （德语）.